# Стюхино
Стюхино (чув. Ҫтуххаль) — село в Похвистневском районе Самарской области. Входит в сельское поселение Староганькино.

## География
Располагается на реке Талкыш в 22 км севернее Похвистнево.

## Население
| 2010 |
| ---- |
| 500  |

## Культура
Село стало прототипом села в пьесе «Ворота» чувашского писателя, члена Союза писателей и Союза кинематографистов СССР Вениамина Погильдякова. Село — родина народного чувашского театра «Стюхаль».